# مانوئل پاسکوال
مانوئل پاسکوال (به ایتالیایی: Manuel Pasqual) بازیکن فوتبال و اهل ایتالیا است که از سال ۲۰۰۶ میلادی عضو تیم ملی فوتبال ایتالیا بوده و در ۲ بازی ملی حضور داشته‌است. او در بازی‌های ملی‌اش گلی به ثمر نرساند.